# NGC 1422
NGC 1422 é uma galáxia espiral barrada (SBab) localizada na direcção da constelação de Eridanus. Possui uma declinação de -21° 40' 51" e uma ascensão recta de 3 horas, 41 minutos e 31,3 segundos.
A galáxia NGC 1422 foi descoberta em 1886 por Frank Leavenworth.